# Ronald Dingeldey
Ronald Dingeldey (* 15. April 1930 in Alsbach; † 16. September 2016 ebenda) war ab 1973 der letzte Präsident des Fernmeldetechnischen Zentralamtes in Darmstadt.

## Leben
Ronald Dingeldey war der Sohn des Fernmeldebeamten Eduard Dingeldey (1902–1993) und der Försterstochter Lysia geb. Bonin (1905–1988).
Nach seinem Studium der Elektrotechnik von 1950 bis 1955 an der TH Darmstadt fing Dingeldey als Postreferendar bei der Deutschen Bundespost an. Die Ernennung zum Postassessor erfolgte 1957, im gleichen Jahr wechselte er zum Fernmeldetechnischen Zentralamt (FTZ). Dort war er zunächst auf dem Gebiet der Wanderfeldröhrenforschung tätig. Ein Stipendiat am Physikalischen Institut der University of Hull folgte 1959 bis 1960. 1961 wurde er Referent für Satellitenkommunikation am FTZ, 1964 erfolgte ein Wechsel in gleicher Funktion ins Bundespostministerium. Vier Jahre später wurde er Leiter des Referats für Fernsprechvermittlungstechnik im Ministerium. Zum Ministerialrat wurde er 1969 ernannt. 
Die Berufung zum Präsidenten des Fernmeldetechnischen Zentralamtes erfolgte am 1. Februar 1973. Dieses Amt hatte er bis 1. März 1991 inne. Während seines letzten Amtsjahres war er ab Februar 1990 in Bonn tätig, sowie ab Mai bis 30. Oktober 1990 in der neugeschaffenen Position des „Vorstandsbeauftragten für die Zusammenarbeit und Fusionierung der Deutschen Bundespost Telekom und der Deutschen Post der DDR“. Ab März 1991 war er noch bis zu seiner Pensionierung im April 1995 als Geschäftsbereichsleiter „Telefondienst“ bei der Generaldirektion TELEKOM in Bonn tätig.

## Auszeichnungen
Für seine vielfältigen Verdienste um die Weiterentwicklung der Telekommunikation – unter anderem hatte er maßgeblich am Ausbau der Satellitenkommunikation mitgewirkt – wurde ihm am 2. Dezember 1986 das Verdienstkreuz 1. Klasse des Verdienstordens der Bundesrepublik Deutschland verliehen.

## Werke
- »Zusammenwachsen der internationalen Fernmeldenetze unter dem Einfluß der technischen Entwicklung«; in ZPF 1979, Heft 7, S. 27–30
- »Fernmeldetechnisches Zentralamt Darmstadt; Entstehung, Organisation, Aufgaben«; Archiv für das Post- und Fernmeldewesen, Nr. 3/1974